# Кадалора, Лука
Лука Кадалора (итал. Luca Cadalora; род. 17 мая 1963, Модена, Эмилия-Романья, Италия) — бывший итальянский мотогонщик, трехкратный чемпион мира по шоссейно-кольцевых мотогонок MotoGP: два раза в классе 250сс (1991, 1992) и один раз в классе 125сс (1986). На протяжении карьеры ему приходилось бороться с такими гонщиками, как Кевин Швантс, Уэйн Рейни и Мик Дуэн. Был самым успешным итальянским гонщиком в «королевском» классе до появления Макса Бьяджи и Валентино Росси.

## Биография

### Карьера в MotoGP
Лука Кадалора начал карьеру профессионального мотогонщика в 1984 году, выступая в чемпионате мира по шоссейно-кольцевым мотогонкам MotoGP в классе 125cc на мотоцикле MBA.
В 1986 году Кадалора выиграл чемпионат мира в классе 125cc, выступая за заводскую команду Garelli. Этот успех позволил ему в следующем сезоне перейти к высшего класса 250cc, подписав контракт с заводской командой Yamaha, которой руководил тогда Джакомо Агостини.
В 1991 году Лука перешел к заводской команды Honda, с которой сразу же выиграл чемпионат в классе 250сс, выступая на мотоцикле Honda NSR250. Он успешно защитил свой титул с Honda в следующем, 1992 году, выиграв свой третий чемпионат мира.
В 1993 году он перешел в «королевского» класса мотогонок — 500cc, став партнером по команде Уэйна Рейни. В ту эпоху MotoGP в категории доминировали американцы, поэтому Луке пришлось приложить максимум усилий для достижения результатов. Однако уже в следующем сезоне он стал вице-чемпионом мира вслед за Миком Дуэйном.
Для сезона 1997 года Кадалора получил контракт с гоночной командой австрийского предпринимателя «Promotor», которая имела официальную заводскую поддержку Yamaha. Однако, после нескольких Гран-При, команда прекратила свое участие в чемпионате из-за финансовых проблем. Команда WCM, заручившись помощью Red Bull GmbH, помогла Кадалоре продлить сезон, который он закончил на шестом месте. В начале сезона 1998 года WCM и Кадалора потеряли официальную поддержку Yamaha, поэтому Лука вынужден был вернуться в команду Уэйна Рейни «Rainey Yamaha», заменив в ней на несколько этапов травмированного Жана-Мишеля Бейля после чего он принимал участие в разработке нового мотоцикла для MuZ. В 1999 году Кадалора выступал в чемпионате по MuZ.
Лука закончил свою карьеру в команде Кенни Робертса «Roberts Modenas» в 2000 году.
В эпоху «золотой эры» MotoGP, которая сияла многими талантами, такими как Дуэйн, Рейне и Швантс, Кадалора считался загадкой: он смог победить лучших гонщиков в мире в одной гонке, а в следующей продемонстрировать плохие результаты. Итальянцу не хватало стабильности на самом высоком уровне в этом виде спорта.

### Карьера в WSB
После пробной езды на Ducati в 1998 году на тестах в Муджелло, в 2000 году Лука подписывает контракт с Ducati Corse как тест-пилот.
В силу этой сделки, а также аварии, которая произошла 25 апреля 2000 года на втором Гран-При сезона в Австралии с действующим чемпионом мира Карлом Фогерти, Лука дебютировал в чемпионате мира World Superbike в Донингтоне. Поскольку результаты Кадалоры были невысокими (вылетел в первой гонке и 17-е место во второй), то уже на следующем этапе его заменил Трой Бейлис.